# Iuri Arhipov
Iuri Ivanovici Arhipov (în rusă Юрий Иванович Архипов, n. 16 martie 1943, Malaia Vișera, regiunea Novgorod — d. 23 septembrie 2017) a fost un traducător, critic literar și jurnalist rus.

## Biografie
S-a născut pe 16 martie 1943 în Malaia Vișera. În primii ani după război a locuit la Taganrog, unde a studiat la Școala medie nr. 2. „A.P. Cehov”, apoi a absolvit cu medalie de argint liceul la Kiev. Începând din 1960 a studiat la Facultatea de Filologie a Universității de Stat din Moscova, unde a absolvit în 1969 un curs postuniversitar. Din 1969 a lucrat la Institutul de Literatură Mondială „A.M. Gorki” al Academiei Ruse de Științe (IMLI).
A tradus proză și piese de teatru din limba germană, printre care operele lui E.T.A. Hoffmann, Günter Grass, Franz Kafka, Hermann Hesse și Erich Maria Remarque. A tradus din limba rusă în limba germană mai multe scrieri ale lui Konstantin Leontiev.
După 1990 s-a manifestat ca publicist și critic literar de orientare conservator-patriotică, a colaborat periodic la revistele Moskva și Literaturnoi gazetî, publicând în special o serie de articole laudative despre proza lui Vladimir Liciutin și comentarii satirice ale poeziei lui Dmitri A. Prigov.